# Orthosia calycina
Orthosia calycina är en oleanderväxtart som först beskrevs av Rudolf Schlechter, och fick sitt nu gällande namn av Liede och Meve. Orthosia calycina ingår i släktet Orthosia och familjen oleanderväxter. Inga underarter finns listade i Catalogue of Life.